# 내판로
내판로는 세종특별자치시 동면 내판리의 도로명이다.

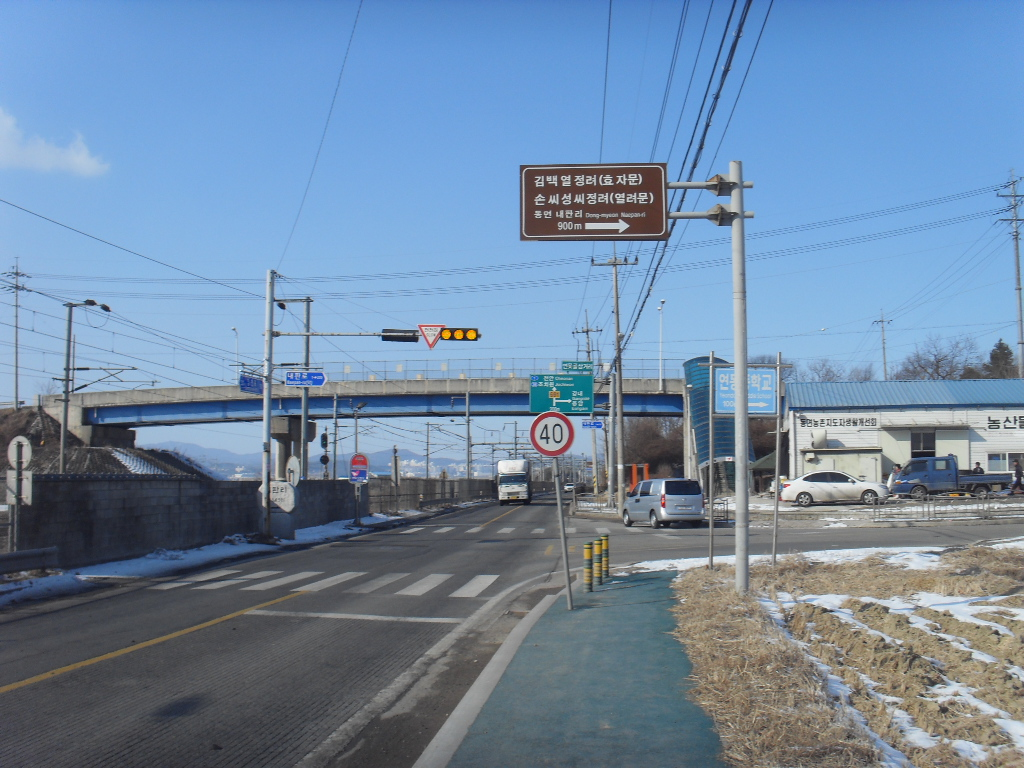
청연로와 내판로가 연결되는 지점

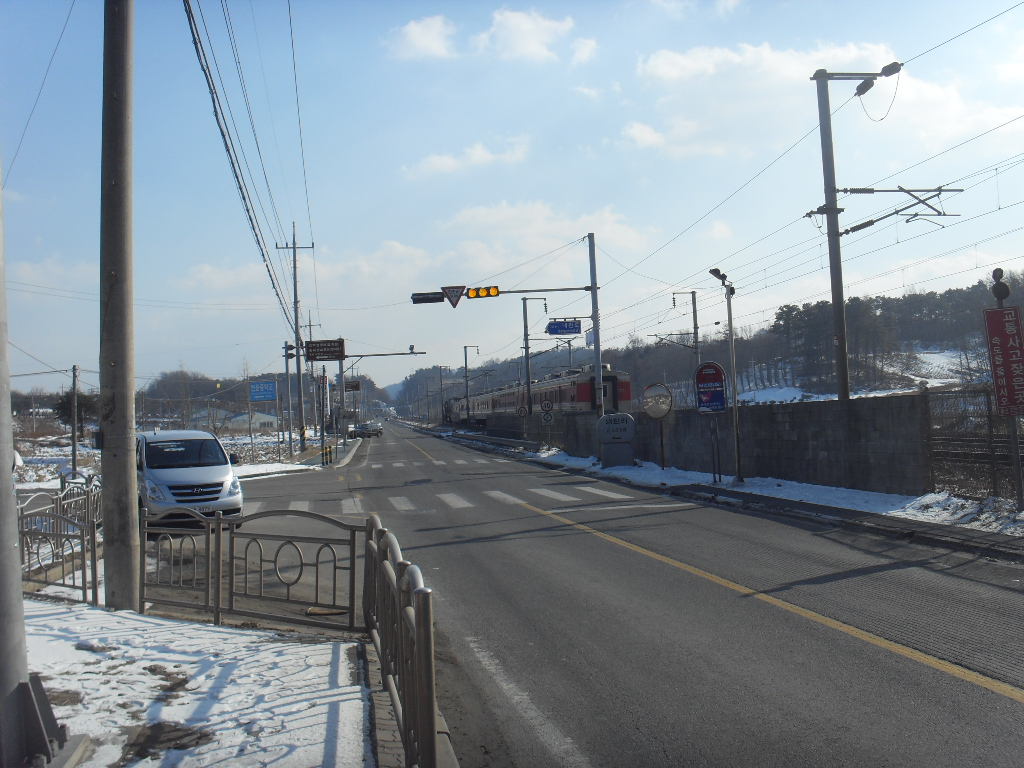
청연로와 내판로가 연결되는 지점

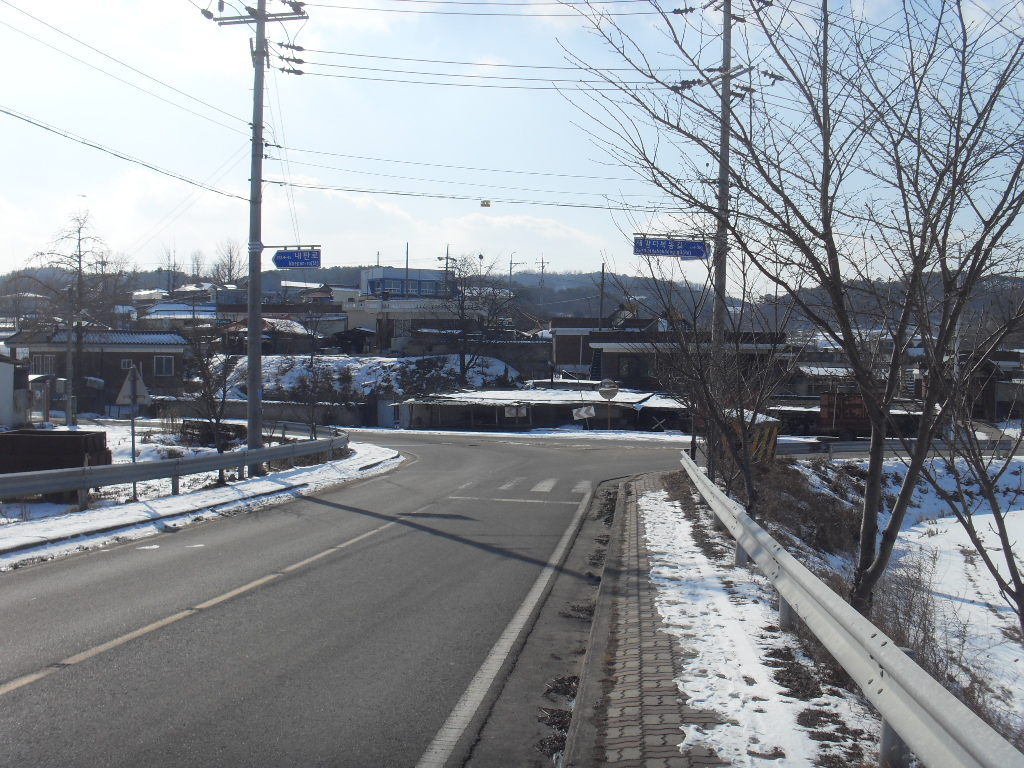
내판로와 새말다복동길이 연결되는 지점

## 위치
내판리, 연동중학교 입구~응암리, 용호동, 합강리 방향